# Hasjemitische Universiteit
De Hasjemitische Universiteit (Arabisch: الجامعة الهاشمية) is een publieke onderzoeksuniversiteit, gevestigd in Zarka, Jordanië. In 1991 werd per koninklijk decreet opdracht gegeven tot oprichting van de universiteit, waarna op 16 september 1995 het onderwijs op de universiteit startte.  De universiteit heeft 19 verschillende faculteiten.
In de QS World University Rankings van 2020 staat de Hasjemitische Universiteit op een 39ste plaats in de ranglijst voor Arabische landen, waarmee het de 4e Jordaanse universiteit op de lijst is.